# Ágios Ioánnis (Arcadie)
Pour les articles homonymes, voir Ágios Ioánnis.
Ágios Ioánnis (grec moderne : Άγιος Ιωάννης) est une localité située dans le dème de Cynourie-du-Nord, dans le district régional d'Arcadie, dans la périphérie du Péloponnèse, en Grèce.
Selon le recensement de 2021, elle compte 70 habitants.